# Schweißrinne
Schweißrinnen sind zwei Vertiefungen der Körperoberfläche im Bereich des Rumpfes. Man unterscheidet dabei die vordere und die hintere Schweißrinne. Die vordere Schweißrinne befindet sich über dem Brustbein und wird seitlich begrenzt durch die großen Brustmuskeln. Die hintere Schweißrinne liegt zwischen den Schulterblättern und tiefer von der Rückenmuskulatur. Beide Schweißrinnen haben eine erhöhte Dichte an Schweißdrüsen. Von medizinischer Relevanz sind die Schweißrinnen als Prädilektionsstelle des seborrhoischen Ekzems.